# Макао на Паралимпийских играх
Макао на Паралимпийских играх впервые приняли участие в 1988 году на летних Играх в Сеуле, и с тех пор принимают участие на всех летних Играх (не участвовали в Играх 2020 года). На зимних Играх спортсмены Макао пока не участвовали. Медалей на Играх спортсмены Макао пока не завоевали.